# Piercing-Klemme

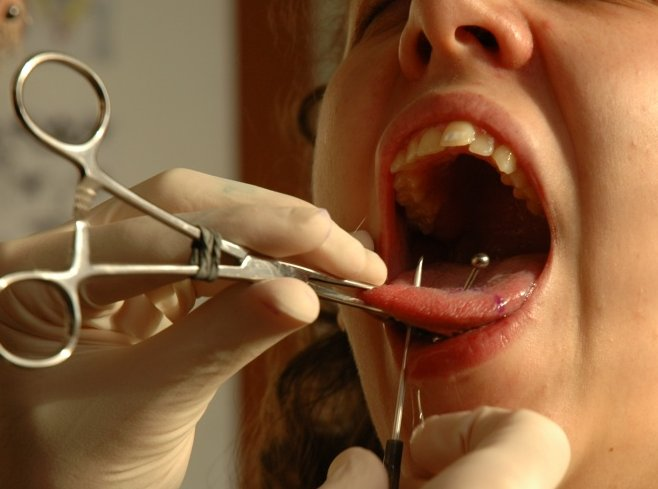
Verwendung einer Piercing-Klemme beim Stechen eines Zungenpiercings

Eine Piercing-Klemme ist ein Werkzeug, das speziell beim Piercen eingesetzt wird, um das zu durchstechende Bindegewebe zu fixieren. Neben Zangen werden häufig auch entsprechende Instrumente in Form einer Pinzette verwendet.

## Varianten
Unterschieden wird neben der Form des Greifkopfes auch zwischen Zangen mit geöffnetem und geschlossenem Maul. Offene Zangen können nach dem Stich direkt wieder abgenommen werden, ohne die Venenverweilkanüle oder Piercingnadel zuvor mit einer Schere kürzen zu müssen, bieten dafür jedoch einen etwas geringeren Halt als geschlossene Zangen.
In der Regel besitzen die Klemmen kleine Häkchen an der Griffseite, die in geschlossenem Zustand ineinander verzahnen und damit die Klemme geschlossen halten können.

### Pennington-Klemme

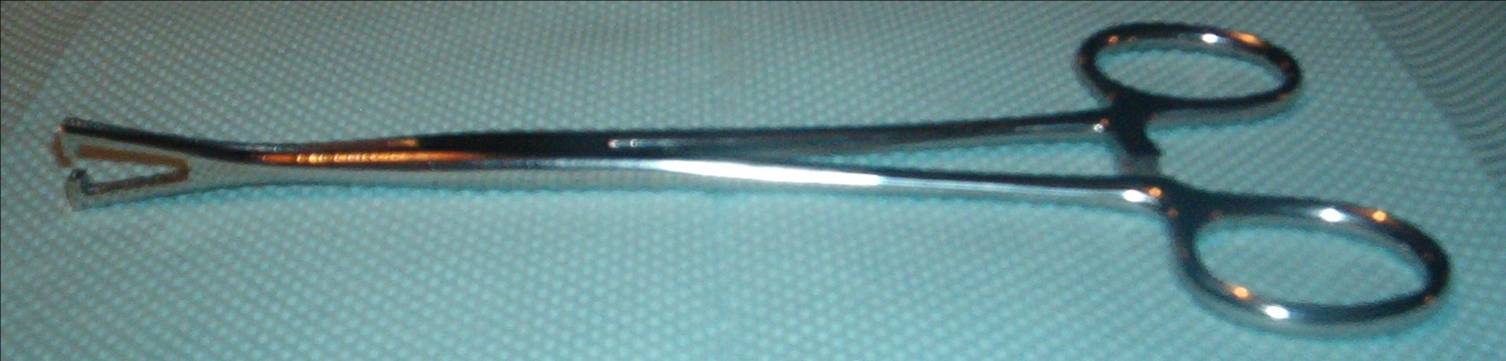
Offene Pennington-Zange

Eine Pennington-Klemme, auch Duval-Klemme genannt, besitzt einen Greifkopf in Form eines Dreiecks. Das Ende schließt gerade ab. Die Zange kann daher flach an die zu durchstechende Körperpartie angelegt werden und eignet sich demzufolge besonders für das Stechen von Oberflächenpiercings, wird aber auch häufig zum Greifen frei stehender Körperteile verwendet, beispielsweise beim Stechen eines Lobe-Piercings, eines Lippenbändchenpiercings oder diversen Intimpiercings.

### Förster-Klemme

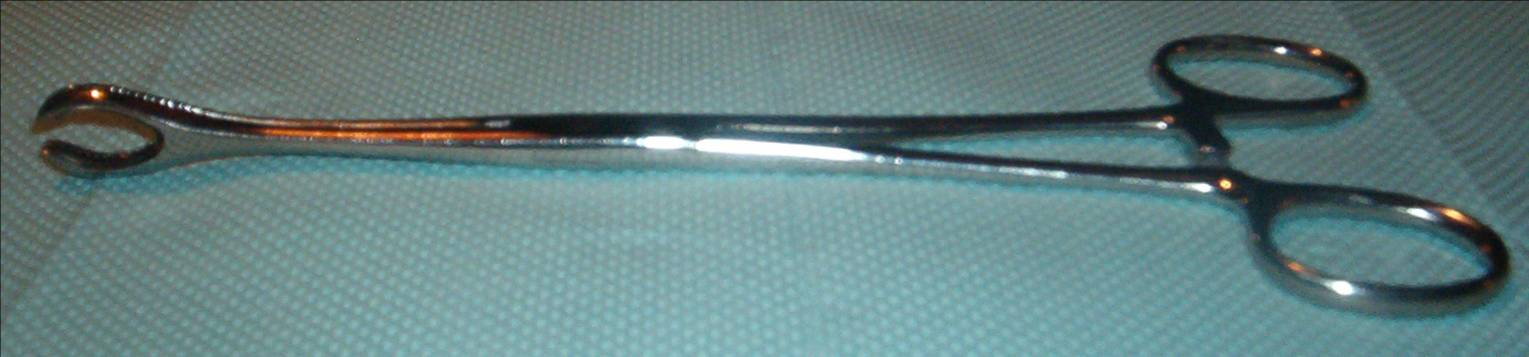
Offene Foerster-Zange

Die Förster-Klemme, auch Sponge- oder Gaze-Klemme genannt, besitzt ein oval-rundes Maul und wird meist beim Bauchnabelpiercing, Zungenpiercing oder Labret-Piercing eingesetzt, kann aber auch ebenso gut beim Lobe-Piercing oder verschiedenen Intimpiercings genutzt werden.
Erfunden wurde die Förster-Zange von dem US-Amerikaner David William Foerster aus Oklahoma City, dem in den USA eine Pionierrolle bei Geschlechtsumwandlungen zugeschrieben wird.

### Septum-Klemme

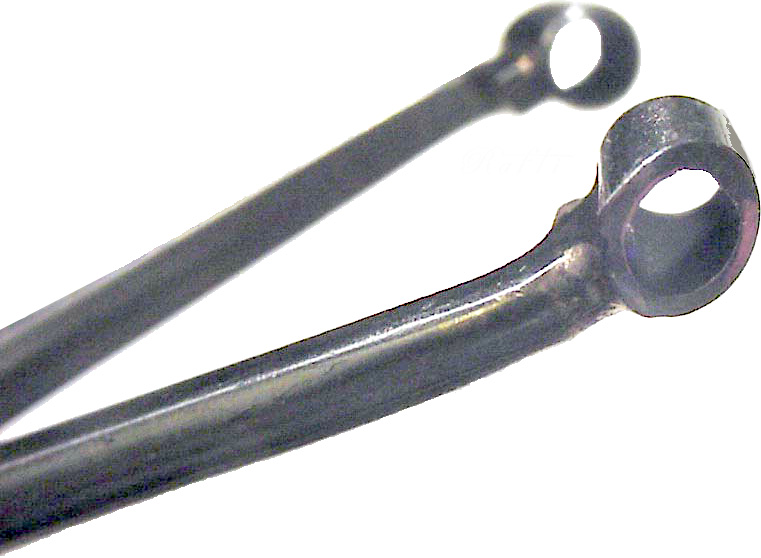
Septum-Zange

Eine Septum-Klemme ist speziell für das Piercen von Septum-Piercings durch die Nasenscheidewand geeignet. Ihre oberen Öffnungen bestehen aus zwei offenen Zylindern, die die Nadel gerade führen. An Stelle einer Septum-Zange wird auch häufig eine Receiving Tube verwendet, um das Gewebe durch Gegendruck zu stabilisieren.
Hilfreich ist die spezielle Form der Septum-Zange vor allem auch deshalb, da es an dieser Stelle besonders schwierig sein kann den Stichkanal so zu platzieren, dass der einzusetzende Schmuck möglichst waagerecht und symmetrisch zum Gesicht in der Nasenscheidewand sitzt. Mit den beiden Zylindern die rechts und links des Septums angesetzt werden, kann der Winkel präziser vorgegeben werden.

## Material
Erhältlich sind sowohl mit einem Autoklaven sterilisierbare Klemmen aus rostfreiem Edelstahl, als auch Einwegklemmen aus Kunststoff.